# Astana FK
Astana FK (Kazachs: Астана ФК) is een voetbalclub uit de Kazachse hoofdstad Astana.
Deze club moet niet verward worden stadgenoot en drievoudig landskampioen Astana-1964 FK, deze club hield in 2014 op met bestaan.
De club, die in 2009 werd opgericht onder de naam Lokomotïv FK Astana (Kazachs Локомотив ФК Астана), is in feite een voortzetting van het Almatı'se Megasport FK (Kazachs Мегаспорт Алматы ФК). Omdat de hoofdstedelijke club Astana FK zich op 20 januari 2009 terugtrok uit de competitie en de nieuwe Astana Arena, die bijna 130 miljoen euro had gekost, nog vóór de officiële opening (op 3 juli 2009) leeg zou komen te staan, besloot Megasport FK te verhuizen van Almatı naar Astana. Aangezien de technische staf en een groot deel van de spelers van het in december 2008 uit de competitie teruggetrokken Almatı FK zich inmiddels had aangesloten bij Megasport FK werd gekozen voor een geheel nieuwe start onder de naam Lokomotïv FK Astana.
Onder deze naam nam de club deel aan Premjer-Liga 2009. Omdat het hier formeel geen fusie betrof, mocht de nieuwe club de plek van Almatı FK in de voorronde van de UEFA Europa League niet overnemen. In 2010 won de club zelf de beker, maar ook nu weer bleef de weg naar de UEFA Europa League versperd door een nieuw ingevoerde regel: de club bestond nog geen drie jaar en mocht daarom internationaal niet meedoen.
Op 20 mei 2011 wordt de naam Astana FK aangenomen; de gelijknamige stadgenoot, die op 20 januari 2009 het faillissement had aangevraagd en een doorstart gemaakt onder de naam Namıs FK Astana, draagt sinds 2010 de naam Astana-1964 FK. Astana FK wint in 2012 opnieuw de beker en mag in het seizoen 2013/14 eindelijk z'n debuut maken in de Europa League, maar is in de eerste voorronde niet opgewassen tegen het Bulgaarse Botev Plovdiv.
Voorloper Megasport Almatı FK werd opgericht in 2005 en promoveerde in 2007 naar de Premjer-Liga. Eind 2008 nam de ploeg een aantal spelers en trainers van Almatı FK over en begin 2009 verhuisde ze naar Astana, waarna de nieuwe club Lokomotïv FK Astana werd geformeerd. Astana versloeg op 26 augustus 2015 APOEL Nicosia in de laatste voorronde (play-off ronde) van de UEFA Champions League en werd daarmee de eerste club uit Kazachstan ooit in het hoofdtoernooi hiervan. Hakan Balta werd op 30 september 2015 vervolgens de eerste speler ooit die in de Champions League scoorde voor Astana, tijdens een 2-2 gelijkspel thuis tegen Galatasaray SK. Diezelfde dag behaalde de club tegelijkertijd voor het eerst een punt in dit toernooi.

## Erelijst
Premjer-Liga
2014, 2015, 2016, 2017, 2018, 2019, 2022
Beker van Kazachstan
Winnaar: 2010, 2012, 2016
- Supercup

Winnaar: 2011, 2015, 2018, 2019, 2020, 2023

## Historie van Astana FK in dePremjer-Liga
| Jaar | Competitie   | Prestatie                                                     | (Naam)              |
| ---- | ------------ | ------------------------------------------------------------- | ------------------- |
| 2009 | Premjer-Liga | 2de plaats in de competitie                                   | Lokomotïv FK Astana |
| 2010 | Premjer-Liga | 5de plaats in de voorronde, 4de plaats in de kampioensgroep   | Lokomotïv FK Astana |
| 2011 | Premjer-Liga | 2de plaats in de voorronde, 4de plaats in de kampioensgroep   |                     |
| 2012 | Premjer-Liga | 5de plaats in de competitie                                   |                     |
| 2013 | Premjer-Liga | 2de plaats in de voorronde, 2de plaats in de kampioensgroep   |                     |
| 2014 | Premjer-Liga | 3de plaats in de voorronde, 1ste plaats in de kampioensgroep  |                     |
| 2015 | Premjer-Liga | 3de plaats in de voorronde, 1ste plaats in de kampioensgroep  |                     |
| 2016 | Premjer-Liga | 1ste plaats in de voorronde, 1ste plaats in de kampioensgroep |                     |
| 2017 | Premjer-Liga | 1ste plaats in de competitie                                  |                     |
| 2018 | Premjer-Liga | 1ste plaats in de competitie                                  |                     |
| 2019 | Premjer-Liga | 1ste plaats in de competitie                                  |                     |

### Historie van Megasport Almatı FK in dePremjer-Liga
| Jaar | Competitie   | Prestatie                   | (Naam) |
| ---- | ------------ | --------------------------- | ------ |
| 2005 | Superliga    |                             |        |
| 2006 | Superliga    |                             |        |
| 2007 | Superliga    |                             |        |
| 2008 | Premjer-Liga | 5de plaats in de competitie |        |

## Naamsveranderingen
Alle naamswijzigingen van de club op een rijtje:
| Jaar (Datum) | Nieuwe naam (Russisch: Nederlandse transcriptie) (Kazachs: Qaydar-transcriptie) | Nieuwe Russische naam (t/m 1991) | Nieuwe Kazachse naam (vanaf 1992) |
| ------------ | ------------------------------------------------------------------------------- | -------------------------------- | --------------------------------- |
| 2009         | Lokomotïv FK Astana                                                             |                                  | Локомотив ФК Астана               |
| 2011         | Astana FK                                                                       |                                  | Астана ФК                         |

## In Europa
Astana FK speelt sinds 2013 in diverse Europese competities. Hieronder staan de competities en in welke seizoenen de club deelnam:
- Champions League (7x)

2015/16, 2016/17, 2017/18, 2018/19, 2019/20, 2020/21, 2023/24
- Europa League (8x)

2013/14, 2014/15, 2016/17, 2017/18, 2018/19, 2019/20, 2020/21, 2023/24
- Conference League (5x)

2021/22, 2022/23, 2023/24, 2024/25, 2025/26

## Bekende (ex-)spelers
- Kajrat Asjirbekov
- Igor Bugaiov
- Sergej Chizjnitsjenko
- Branko Ilić

- Junior Kabananga
- Andrei Karpovich
- Foxi Kéthévoama
- David Loria

- Maksim Sjatskich
- Zelão

Aqtöbe ·
Astana ·
Atıraw ·
FC Elimai ·
Jeńis ·
Jetisu FK Taldıqorğan ·
Kairat ·
Oqjetpes FK Kökşetaw ·
Ordabası ·
Qaysar FK Qızılorda ·
Qyzyl-Jar ·
Tobyl ·
Turan FK ·
Ulıtaw FK Jezqazğan